# دژوگدیل
دژوگدیل (به لاتین: Dzhugdil) یک منطقهٔ مسکونی در روسیه است که در داغستان واقع شده‌است.